# Parada Robles
Parada Robles es una localidad ubicada en la provincia de Buenos Aires, Argentina, perteneciente al partido de Exaltación de la Cruz.
Parada Robles cuenta con un Polo Eco Industrial, donde solo se permiten industrias que no generan afluentes líquidos ni gaseosos.

## Población
Junto a las localidades de El Remanso y Pavón suman 8,008 habitantes (Indec, 2010), y representando un incremento del 68% frente a los 4,761 habitantes (Indec, 2001) del censo anterior. También se le suele incluir la localidad de Country Club El Jagüel del partido de Pilar. La localidad en sí contaba con 1,621 habitantes (Indec, 2001) en el censo anterior.

## Historia
- 1877 - El 10 de julio comienza a funcionar en el Cuartel 5º, paraje Costa de la Pesquería.
- 1883 - Se traslada a Cuartel 4º, Campo de Gutiérrez.
- 1896 - Campo de Emilio Baribotto.
- 1907 - Doña Agrada Gutiérrez de Garibotto dona el terreno actual.
- 1914 - El 1 de mayo se traslada al lugar actual.
- 1915 - El 1 de febrero se encuentra funcionando en dicho lugar. Comienza el período lectivo.
- 1929 - Se afianza la familia de Marciano Robles.
- 1932/1933 - Se inicia el trazado de la actual Ruta Nro. 8.
- 1935 - Se empalman las rutas de las carretas con la nueva Ruta 8 y continúa hasta Rosario.
- 1938 - Se habilitó y construyó la primera Estación de Servicio atendida por el Sr. Dezaa.
- 1939 - Don Marciano Robles (padre) gestiona la instalación de la Primera Estafeta Postal. Comienza el acopio de cereales de la firma Balige Hnos.
- 1940 - Se inaugura la estafeta postal el 22 de octubre, fecha que fue tomada de referencia para conmemorar el Aniversario de Parada Robles.
- 1941 - Abre sus puertas el restaurant Rancho Grande, de la familia Ponti. Su primer cliente fue el Sr. Armando Sosa.
- 1942 - Se inaugura el galpón de forraje de Balige Hnos. Donde hoy funciona el Almacén el Tucumán funcionaba el Almacén de Ramos Generales del Sr. De Luca.
- 1945 - El Sr. Ruso le vende el almacén a la familia Boineau encontrándose al frente del mismo Doña Adelia Boineau, tan recordada por su gran bondad. En este año también comienza a funcionar la primera carnicería a domicilio del Sr. Francisco Pancho Batalla y el primer reparto de leche de Don Camilo Álvarez.
- 1948 - Primer fraccionamiento de tierras en el actual Barrio Fernández del que salían dos camiones de lechuga a Buenos Aires por día. Detrás de la actual YPF se inaugura la fábrica de ladrillos Zompeco de los Hnos. Kunsch, funcionando hasta el año 1961. Desde 1959 a 1961, fábrica de Mosaicos, del Sr. O. Ponti. Los fraccionamientos de tierra dan lugar a que en el año 1950 se fraccionara el campo del Sr. Camisa con el nombre de Parada Robles. Se hacen las primeras viviendas de Don Castro, Don Vigil, Don Sánchez (El Tropero) y llega el primer viajante de quesos y fiambres, el Sr. González de la localidad de San A. de Giles.
- 1949 - Donde hoy se encuentra el destacamento policial, vivió el Sargento Sosa. En ese mismo año, donde hoy está FATICA había una plantación de manzanas, cuyo dueño era el Sr. Grete.
- 1952 - El 5 de octubre de inaugura un monolito en honor a un maestro ejemplar, “El Preceptor Manuel Cruz”. En ese año un grupo de vecinos, entre ellos Onoratti y Arturo Mateo, realizan una colecta para construir el refugio ubicado en la intersección de la Ruta 8 vieja y la 192, donde pasa la primera empresa de transportes Chevallier.
- 1956 - Llega una colectividad japonesa dedicada a la floricultura y verduras. Todavía quedan casas construidas por ellos.
- 1960 - Un grupo de vecinos, entre ellos Balige, Kunsch, Coledani, Graciano, Piscao, Mántaras, los hermanos Darget, los mellizos Ponti, Rano, Silva, Onoratti, Gutiérrez, etc. Se reúnen con el fin de formar un club Sportman, siendo su presidente Humberto Balige, luego pasa a llamarse Club Social y Deportivo Robles. Para recaudar fondos se hacían famosos campeonatos de fútbol, bailes y las inolvidables fiestas aniversarios en el Rancho Grande y Bar Boineau.
- 1961 - Se ubica el almacén del Sr. Gervasio Onoratti y la carnicería de Faber Darget.
- 1963 - Se edifican las estaciones de servicios Shell – YPF. Al lado de la estación Shell el Bar El Pepito, cuyos dueños eran los hermanos Sciacaluga. También inauguran la peluquería Coco Darget y el Sr. Rey, siendo su primer cliente el Sr. Eduardo Ávalos.
- 1964 - Comienza a edificarse FATICA.
- 1967 - Un grupo de vecinos gestiona el servicio eléctrico.
- 1969 - El 14 de septiembre, una cooperativa con personería jurídica inicia su misión con 28 asociados. CEPRAL.
- 1970 - Se plantó el primer poste para 22 km. De redes con la dirección del Sr. Scalvi.  La familia Fusco abre un bar y venta de antigüedades.
- 1971 - Se inaugura el Bar Amanecer
- 1975 - La empresa San José, San Antonio de Areco – Moreno.
- 1976 - Sala de Primeros Auxilios fue cerrada y habilitada nuevamente en 1983.
- 1977 - Abre la carnicería de Charrato.
- 1981 - Se inaugura la panadería del Sr. Alfredo Onoratti. Hoy funciona el Minimercado LA AMISTAD. Otros negocios se inauguraron como ser: Parodi, Tercel, Fanacoa.  Comienza en este año la recolección de basura.
- 1983 - Impulsada por el incansable gestionar del Sr. Robles, CEPRAL cuenta con una fábrica de postes de cemento y la distribución de gas envasado.
- 1985 - Se inaugura el Jardín de Infantes 903, Delegación Municipal, Destacamento Policial y Alumbrado Público. Pasa la empresa San José hasta Luján, sigue la empresa Paraná desde Luján hasta Zárate. El Chevallier tiene su agencia en “La Aldea”.
- 1986 - Se construye la planta de silos de Balige Hnos.
- 1988 - Se crea el centro Criollo y se abre también otra planta de silos.

## Ciudadanos notables
- Jorge Oyhanart, piloto de automovilismo de velocidad.

## Cultos
- Parroquia Nuestra Señora del Rosario de San Nicolás de la diócesis de Zárate-Campana, parte de la Iglesia católica.[2]
- Templo de la Asamblea Cristiana Dios es Amor, parte de la Iglesia evangélica.[3]

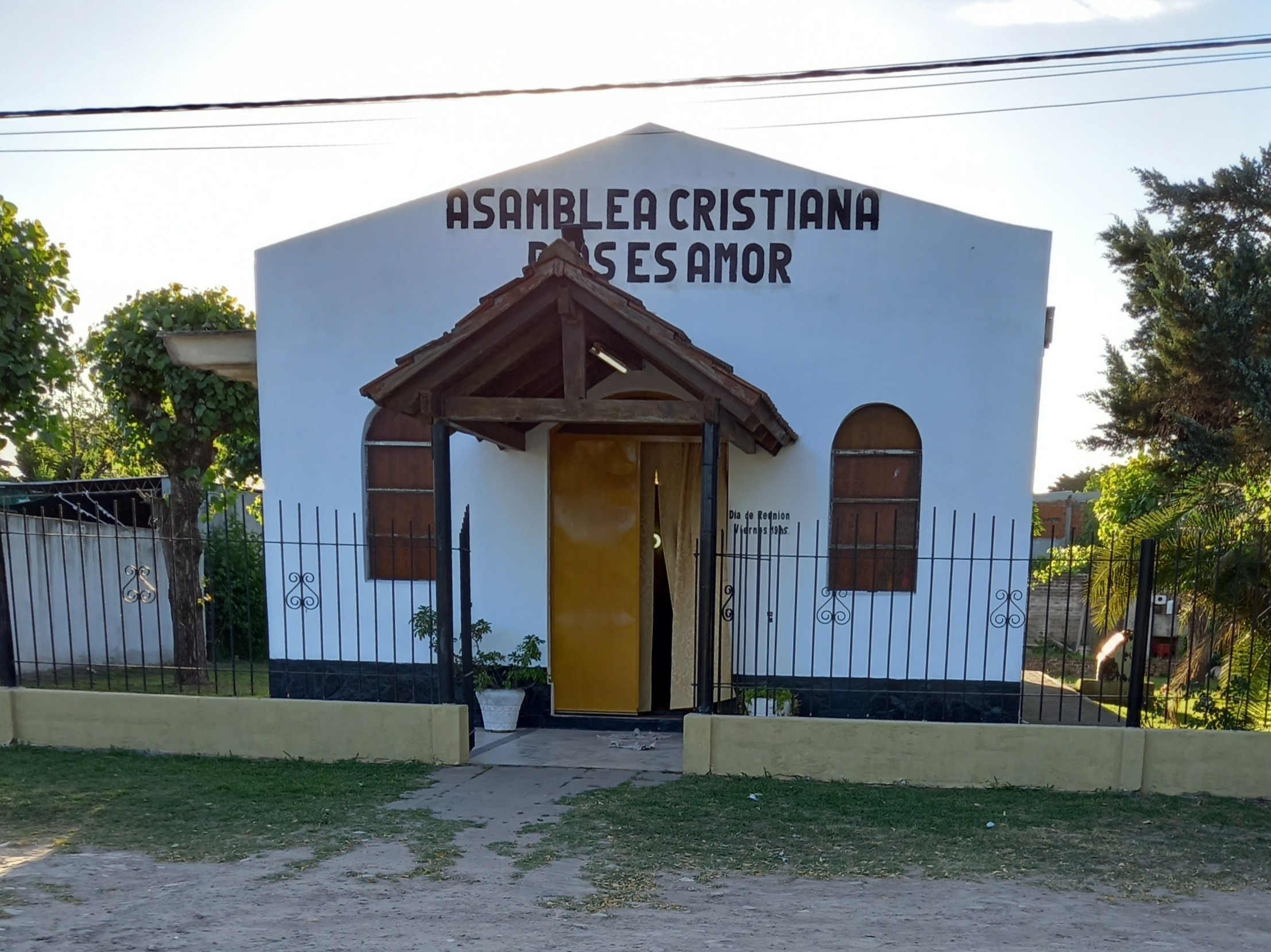
Iglesia Evangélica Asamblea Cristiana Dios es Amor en Parada Robles